# Elatostema goniocephalum
Elatostema goniocephalum är en nässelväxtart som beskrevs av Wen Tsai Wang. Elatostema goniocephalum ingår i släktet Elatostema och familjen nässelväxter. Inga underarter finns listade i Catalogue of Life.